# Raúl Fontaina Islas
Pablo Raúl Fontaina Islas (Montevideo, 3 de julio de 1931-Montevideo, 2 de febrero de 2008) fue un empresario, periodista y presentador de televisión uruguayo. Pionero de la televisión uruguaya, condujo la primera transmisión televisada de su país.

## Biografía
Fue hijo del empresario Raúl Fontaina D'Olivera y de Mirta Islas. Su labor comenzó en Radio Carve, emisora perteneciente a su familia. Raulito, como también era conocido, tuvo una participación fundamental en la creación de SAETA Canal 10, donde trabajó como director de cámaras, escenógráfo, guionista presentador y primer director general del canal. 
El 7 de diciembre de 1956, a las 18:30 hs, condujo la primera transmisión televisiva emitida en un canal uruguayo. Sus primeras palabras fueron «Señoras y señores, a partir de este momento, CXATV Canal 10 Saeta está en el aire, para todo el Uruguay...»
Como presentador condujo programas periodísticos y noticieros en Canal 10 y en  Teledoce, siendo uno de los primeros presentadores de Telemundo 12, creado en 1968. Ocupó también un cargo directivo en el Canal 13 de Buenos Aires.    
Ocupó además la presidencia de la Asociación Nacional de Broadcaster de Uruguay y de la Asociación Interamericana de Radiodifusión. En lo que respecta a su vida privada, estuvo casado con Jean Ballantyne Sedgefield con quien tuvo tres hijos Jeannie, Roberto y Martín. Su tío fue el conocido letrista y autor Roberto Fontaina.

## Condecoraciónes
En 1962 recibió el premio Maria Mla Cabot, otorgado por la Escuela de Periodismo de la Universidad de Columbia.